# Stimmkreis Kempten, Oberallgäu
Der Stimmkreis Kempten, Oberallgäu ist einer von rund 90 Stimmkreisen bei Wahlen zum Bayerischen Landtag und zu den Bezirkstagen sowie bei Volksentscheiden. Er gehört zum Wahlkreis Schwaben. Mindestens seit der Landtagswahl 2003 umfasst er die kreisfreie Stadt Kempten (Allgäu) sowie die Gemeinden Altusried, Betzigau, Buchenberg, Dietmannsried, Durach, Haldenwang, Lauben, Missen-Wilhams, Oy-Mittelberg, Sulzberg, Waltenhofen, Weitnau, Wertach, Wiggensbach und Wildpoldsried des Landkreises Oberallgäu. Die übrigen Gemeinden dieses Landkreises liegen im Stimmkreis 710.

## Landtagswahl 2023
Zur Landtagswahl 2023 traten folgende Parteien und Direktkandidaten im Stimmkreis Kempten, Oberallgäu an und erzielten folgende Ergebnisse:
| Nr. | Direktkandidat              | Partei           | Erststimmen in % | Gesamtstimmen in % |
| --- | --------------------------- | ---------------- | ---------------- | ------------------ |
| 1   | Joachim Konrad              | CSU              | 34,2             | 34,3               |
| 2   | Markus Reichart             | GRÜNE            | 14,9             | 15,0               |
| 3   | Alexander Hold              | Freie Wähler     | 20,3             | 19,7               |
| 4   | Andreas Mayer               | AfD              | 14,9             | 15,0               |
| 5   | Hans Jürgen Ulm             | SPD              | 5,0              | 5,3                |
| 6   | Simon Schwendiger           | FDP              | 3,2              | 3,9                |
| 7   | Stefan Nowotny              | LINKE            | 1,3              | 1,3                |
| 8   | Stefan Wagner               | BP               | 0,6              | 0,6                |
| 9   | Franz Josef Natterer-Babych | ÖDP              | 1,5              | 1,5                |
| 10  | Sercan Bünyamin Yolcu       | Die PARTEI       | 1,2              | 1,3                |
| 11  | Christoph Meiler            | Tierschutzpartei | 1,3              | 1,4                |
| 12  | Christiana Hofer            | V-Partei³        | 0,2              | 0,2                |
| 13  | Margit Kießling             | dieBasis         | 1,4              | 1,5                |

## Landtagswahl 2018
Im Stimmkreis waren insgesamt 107.094 Einwohner wahlberechtigt. Die Landtagswahl am 14. Oktober 2018 hatte folgendes Ergebnis:
| Direktkandidat           | Partei       | Erststimmen in % | Gesamtstimmen in % | Veränderung der Gesamtstimmen im Vergleich zur Landtagswahl 2013 in % |
| ------------------------ | ------------ | ---------------- | ------------------ | --------------------------------------------------------------------- |
| Thomas Kreuzer           | CSU          | 34,2             | 34,2               | − 12,2                                                                |
| Ilona Deckwerth          | SPD          | 5,6              | 5,5                | − 7,3                                                                 |
| Alexander Hold           | Freie Wähler | 21,4             | 19,7               | + 5,7                                                                 |
| Erna-Kathrein Groll      | GRÜNE        | 18,1             | 18,9               | + 7,9                                                                 |
| Bianca Buchenberg-Köhler | FDP          | 4,6              | 5,4                | + 0,3                                                                 |
| Kevin Gebhardt           | LINKE        | 3,0              | 2,8                | + 0,8                                                                 |
| Uwe Brünisholz           | BP           | 1,2              | 1,1                | − 0,2                                                                 |
| Michael Hofer            | ÖDP          | 1,6              | 1,5                | − 1,2                                                                 |
| -                        | PIRATEN      | -                | 0,2                | − 1,4                                                                 |
| Wilhelm Vachenauer       | AfD          | 9,8              | 9,8                | + 9,8                                                                 |
| –                        | LKR          | –                | 0,0                | + 0,0                                                                 |
| -                        | mut          | -                | 0,1                | + 0,1                                                                 |
| -                        | Die Partei   | -                | 0,3                | + 0,3                                                                 |
| Edith Maria Rayner       | V-Partei³    | 0,4              | 0,4                | + 0,4                                                                 |

## Landtagswahl 2013
Die Wahlbeteiligung der 104.126 Wahlberechtigten im Stimmkreis betrug 63,1 Prozent, bei einem Landesdurchschnitt von 63,9 Prozent war dies Rang 49 unter den 90 Stimmkreisen. Das Direktmandat ging an Thomas Kreuzer (CSU).
| Direktkandidat                 | Partei       | Erststimmen | Gesamtstimmen | Gesamtstimmen ggü. Bayern (%p) | Gesamtstimmen ggü. 2008 (%p) |
| ------------------------------ | ------------ | ----------- | ------------- | ------------------------------ | ---------------------------- |
| Thomas Kreuzer                 | CSU          | 46,9 %      | 46,4 %        | −1,3 %                         | +4,1 %                       |
| Ilona Deckwerth                | SPD          | 12,4 %      | 12,8 %        | −7,8 %                         | +2,3 %                       |
| Ulrike Müller                  | FREIE WÄHLER | 15,1 %      | 14,1 %        | +5,1 %                         | −0,2 %                       |
| Thomas Gehring                 | GRÜNE        | 11,1 %      | 11,1 %        | +2,5 %                         | −0,8 %                       |
| Dominik Spitzer                | FDP          | 4,4 %       | 5,1 %         | +1,8 %                         | −4,8 %                       |
| Stefan Albanesi                | DIE LINKE    | 2,1 %       | 2,0 %         | −0,1 %                         | −2,0 %                       |
| Michael Hofer                  | ÖDP          | 3,1 %       | 2,7 %         | +0,7 %                         | +0,2 %                       |
| Michael Ulmer                  | REP          | 1,7 %       | 1,8 %         | +0,8 %                         | −0,6 %                       |
| Alexander Friedrich Kreidemann | NPD          | 0,6 %       | 0,6 %         | X                              | −0,2 %                       |
| Hans-Jürgen Mai                | BP           | 1,3 %       | 1,4 %         | −0,7 %                         | +0,5 %                       |
| Kein Direktkandidat            | FRAUENLISTE  | X           | 0,5 %         | X                              | X                            |
| Thomas Wagner                  | PIRATEN      | 1,5 %       | 1,5 %         | −0,5 %                         | X                            |

## Landtagswahl 2008
Bei der Landtagswahl 2008 waren 105.009 Einwohner stimmberechtigt. Die Wahlbeteiligung betrug 62,5 %. Die Wahl hatte folgendes Ergebnis:
| Direktkandidat         | Partei                | Erststimmen in % | Gesamtstimmen in % | Veränderung der Gesamtstimmen im Vergleich zur Landtagswahl 2003 in % |
| ---------------------- | --------------------- | ---------------- | ------------------ | --------------------------------------------------------------------- |
| Thomas Kreuzer         | CSU                   | 40,2             | 42,3               | - 19,4                                                                |
| Ilona Deckwerth        | SPD                   | 10,6             | 10,5               | - 2,6                                                                 |
| Thomas Gehring         | Bündnis 90/Die Grünen | 9,9              | 11,9               | + 2,0                                                                 |
| Ulrike Müller          | Freie Wähler          | 17,1             | 14,3               | + 9,4                                                                 |
| Stephan Thomae         | FDP                   | 11,2             | 9,9                | + 6,2                                                                 |
| Ludwig Streitle        | REP                   | 2,5              | 2,4                | - 0,7                                                                 |
| Michael Hofer          | ödp                   | 2,9              | 2,5                | + 0,1                                                                 |
| Ulrich von Knippenberg | BP                    | 0,8              | 0,9                | + 0,2                                                                 |
| Michael Selzle         | Die Linke             | 4,0              | 4,0                | + 4,0                                                                 |
| Alexander Kreidemann   | NPD                   | 0,8              | 0,8                | + 0,8                                                                 |
| -                      | RRP                   | -                | 0,6                | + 0,6                                                                 |